# Rocked:Sum 41 In Congo
"Rocked:Sum 41 In Congo" е документален филм издаден през 2005 г., режисиран от Адриан Календер, който описва опита на групата Sum 41, каито си вземат почивка от музиката, за да се присъединят към неправителствената организация от Канада – War Child. Те пътуват до Демократична република Конго (ДРК), за да посетят африканската държава, където яростта на войната държи населението в страх от 1998 г. Албумът им Chuck е бил раздаден безплатно в Конго през 2005 г. като благотворителност от тяхна страна.